# Moog Taurus

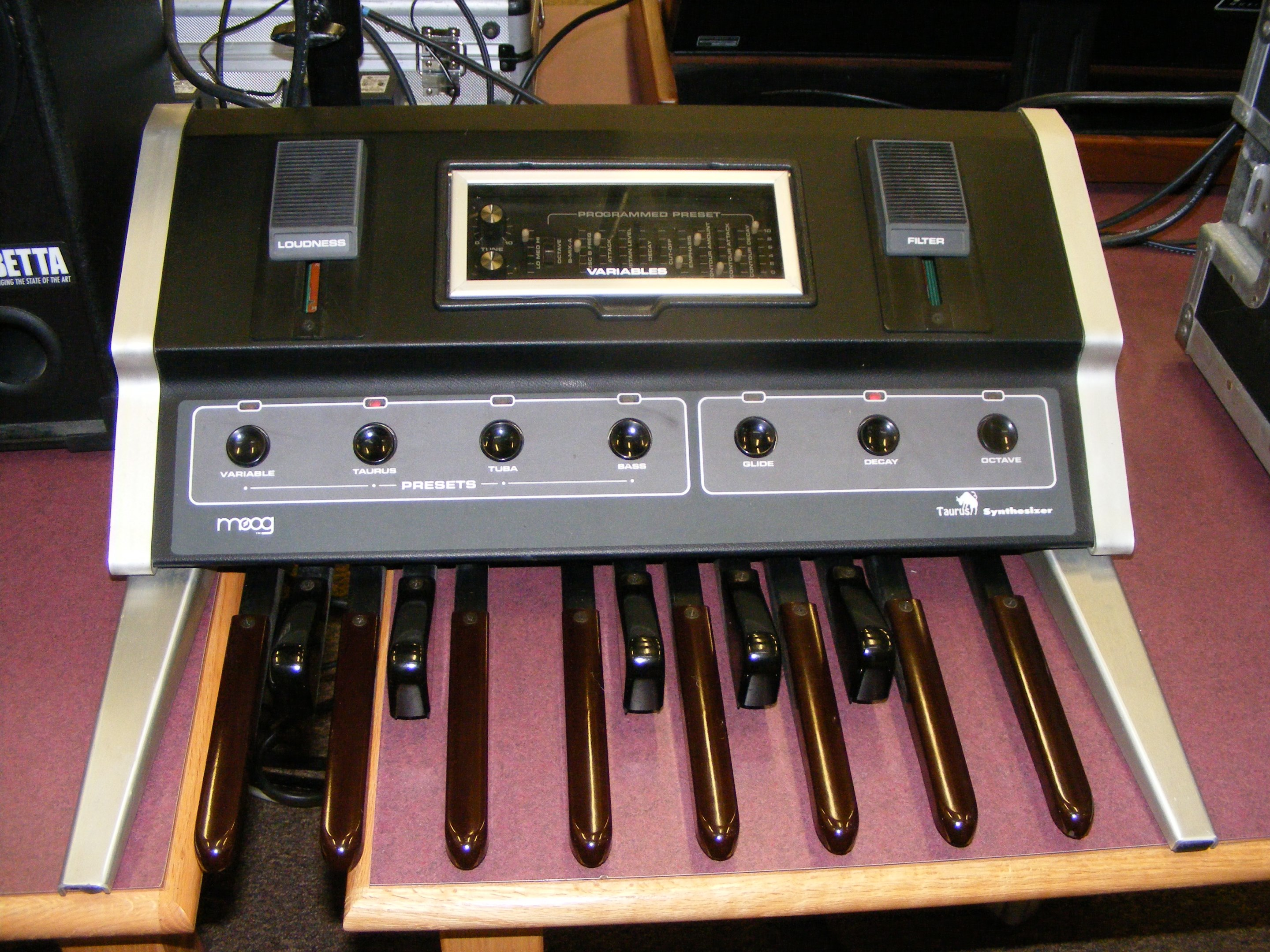
Moog Taurus

O Moog Taurus foi um sintetizador para se tocar com os pés desenvolvido pela Moog Music Inc, lançado em 1976. Sua concepção remonta a três anos antes quando a Moog Music criou o protótipo Constelation que consistia em três instrumentos montados em conjunto, sendo um sintetizador monofônico, um polifônico e um pedal para baixos. O Constelation não chegou a ser comercializado porém a seção polifônica foi reprojetada e tornou-se o Polymoog, e o pedal foi lançado separadamente, chamado Taurus. Este pedal se tornou popular entre bandas de rock e foi muito utilizado por grupos como Genesis e Rush. Podia ser usado para notas mais agudas, não somente baixos.